# Peter Christen Asbjørnsen
Peter Christen Asbjørnsen (Oslo, 15 de enero de 1812 - Oslo, 5 de enero de 1885) fue un escritor, folclorista, jefe forestal y científico noruego. Junto a Jørgen Moe, amigo de juventud, hizo una recopilación de leyendas y cuentos populares noruegos, del folclore oral que se había perpetuado en los valles noruegos occidentales y en las montañas centrales, bajo el nombre de Norske Folkeeventyr.
Nació en Christiania (Oslo) en una familia originaria de Otta. Estudiante de la  Universidad de Oslo en 1833, el año anterior había empezado a recoger y escribir cuentos de hadas y leyendas. Asbjørnsen conoció a Moe a los catorce años, mientras ambos estudiaban en el instituto de Norderhov y establecieron una amistad de por vida. En 1834 Asbjørnsen descubrió que Moe había empezado a buscar reliquias del folclore nacional también por su cuenta; los amigos compararon sus resultados y decidieron trabajar juntos en la tarea.
Asbjørnsen se formó como zoólogo y botánico y, con la ayuda de la Universidad de Oslo, hizo una serie de viajes de investigaciones marinas a lo largo de las costas de Noruega, particularmente en el fiordo de Hardanger, donde trabajó con dos de los biólogos marinos más conocidos de su tiempo, Michael Sars y su hijo Georg Ossian Sars. Moe, mientras tanto, había dejado la Universidad de Oslo en 1839, había estudiado teología y hacía de tutor en Christiania; por las vacaciones viajaba a través de las montañas más remotas, recogiendo relatos orales.
En 1842-1843 fue publicada la primera edición de compilación de relatos conjuntos bajo el título de Norske Folkeeventyr, que fueron inmediatamente distribuidos por toda Europa como la contribución más valiosa a la mitología comparada así como a la literatura noruega. Un segundo volumen se publicó en 1844 y una nueva colección en 1871. En 1845 Asbjørnsen también publicó individualmente una colección de cuentos de hadas, Huldre-Eventyr og Folkesagn.
En 1856 Asbjørnsen se dedicó a la problemática de la deforestación de Noruega; fue nombrado jefe forestal por el gobierno, examinó   en varios países septentrionales de Europa los métodos que utilizaban ante la problemática y destacó en las evaluaciones hechas en esta materia. En 1876 se retiró con una pensión y en 1879 vendió su colección de especímenes zoológicos al Natural History Museum de Irlanda.